# Раскидайловка
Раскидайловка (укр. Розкидайлівка) — село на Украине, находится в Коростышевском районе Житомирской области.
Население по переписи 2001 года составляет 68 человек. Почтовый индекс — 12532. Телефонный код — 4130. Занимает площадь 0,329 км².